# Effet Magnus et turbulence dans le football
 (juillet 2010).
Si vous disposez d'ouvrages ou d'articles de référence ou si vous connaissez des sites web de qualité traitant du thème abordé ici, merci de compléter l'article en donnant les références utiles à sa vérifiabilité et en les liant à la section « Notes et références ».
L'effet Magnus et la turbulence sont deux effets aérodynamiques qui interviennent dans certaines frappes de ballon au football. Dans le monde du football, on parle parfois d'« effet Carlos-Magnus-Bernoulli ».
Au football, un type de frappe de balle dite « frappe enveloppée » vise à donner une trajectoire courbe au ballon. Ce type de frappe est souvent utilisé lors des tirs de coups francs pour contourner le mur défensif constitué par une rangée de joueurs adverses placés entre le ballon et le but et faire revenir le ballon vers le but. Cette frappe, en faisant tournoyer le ballon sur lui-même, lui donne un effet qui modifie sa trajectoire pendant sa course. Un autre type de frappe, familièrement appelé « frappe banane », amplifie ce phénomène, la courbure de la trajectoire s'accentuant alors fortement à la fin de celle-ci, accompagné d'une accélération du ballon.    

## Exemple célèbre

Coup franc de Roberto Carlos : position des joueurs et trajectoires. Les Français sont figurés en bleu, les Brésiliens en jaune.

Lors d'un match du Tournoi de France en 1997, les équipes de France et du Brésil s'affrontent au stade de Gerland à Lyon. L'arrière latéral gauche brésilien Roberto Carlos marque un but surprenant sur coup franc. Le schéma ci-contre illustre la position des joueurs et la trajectoire de la balle. La faute est sifflée à environ 35 mètres du but français, légèrement sur la droite. Après la frappe du Brésilien, le ballon contourne le mur par la droite. Il semblait tellement flagrant que le tir passerait loin du cadre, qu'un ramasseur de balles, instinctivement baissa la tête. Soudain, en fin de trajectoire, la déviation vers la gauche s'accentua et la balle rentra dans le but après avoir heurté l'intérieur du poteau. Le gardien français Fabien Barthez et ses coéquipiers furent très surpris et incrédules sur l'instant. Le ralenti télévisé, caméra dans l'axe du but, montre bien la courbure en fin de trajectoire et l'accélération du ballon.
Cet exemple particulièrement célèbre a été étudié et expliqué par des physiciens des fluides.

## Problème
Ce type de frappe et la trajectoire qui s'ensuit posent deux questions. 
1. Comment expliquer la déviation du ballon par rapport au début de sa trajectoire ?
2. Comment cette déviation peut-elle devenir plus prononcée au fur et à mesure de sa course, sans que le ballon ne soit touché par un autre joueur ?

Cette trajectoire peut s'expliquer par l'action simultanée de deux effets physiques : 
- l'effet Magnus ;
- l'état de la couche limite d'air enveloppant la surface du corps, couche limite qui peut passer, au cours de la trajectoire, d'un état dit laminaire à un état dit turbulent, ceci en fonction du nombre de Reynolds de l'écoulement (ce nombre, au cours d'un même tir, ne dépendant plus que de la vitesse).

[style à revoir]

## Analyse
Dans de nombreux jeux utilisant des boules ou des balles, du billard au golf en passant par le tennis, le tennis de table et le football, celles-ci sont souvent frappées de manière à entrer en rotation pour modifier leur comportement. Le mot effet est souvent utilisé pour décrire ce phénomène. Le problème a été particulièrement étudié à propos du football. 
Un ballon n'étant pas profilé, dès que la vitesse n'est plus très faible il y a à l'aval un sillage turbulent qui induit une traînée relativement importante, une partie de l'énergie étant consommée (ou plutôt transmise à l'air) dans des mouvements tourbillonaires erratiques de cet air. Au-dessus d'une certaine vitesse, très contre intuitivement, ce sillage se rétrécit, ce qui se traduit par une diminution de la traînée (voir à ce sujet l'article Crise de traînée).
La vitesse critique à laquelle se situe cette transition dépend beaucoup des irrégularités de la surface du ballon et les «défauts» du ballon de football ont été pour beaucoup dans le caractère spectaculaire du jeu. Les grands tireurs de coups francs qui atteignent des vitesses de l'ordre de 30 m/s bénéficient donc pleinement de cet avantage.
Si le footballeur ne frappe pas exactement le centre du ballon il impose non seulement une vitesse dans la direction de l'impulsion mais aussi une rotation dans le plan qui contient le centre et le point d'impact. Cette rotation provoque une asymétrie dans le décollement de la couche limite, ce qui dévie l'air sur l'un des côtés et par réaction entraine une force de l'air sur le ballon de l'autre côté.  Celle-ci est perpendiculaire à la traînée dans le plan de rotation, ce qui permet de la qualifier de portance.
Lorsque la frappe porte sur la partie inférieure du ballon la rotation autour d'un axe  induit un effet rétro (dans les sports de balle on parle de balle coupée) qui, lors d'une tentative de but avec une vitesse initiale vers le haut, conduit à une trajectoire rectiligne qui passe facilement au-dessus de la cage. Cette technique est utilisée par le gardien pour ses dégagements.
Au contraire, si c'est la partie supérieure qui est frappée la balle liftée prend une trajectoire plus tendue qui permet de marquer le but en passant au-dessus du mur défensif. Cela permet de frapper plus fort.
Dans le cas où la frappe porte sur le côté l'effet latéral incurve la trajectoire dans le plan horizontal, ce qui permet de contourner le mur.
Une présentation plus technique est fournie par l'article. Celui-ci décrit un modèle mathématique dont les résultats sont comparés avec des enregistrements vidéo. L'adéquation des observations et des calculs est bonne pour un choix raisonnable de coefficients de traînée et de portance. Ceci conduit finalement à déterminer une fenêtre de tir d'un coup franc face au mur adverse.

## L’effet Magnus

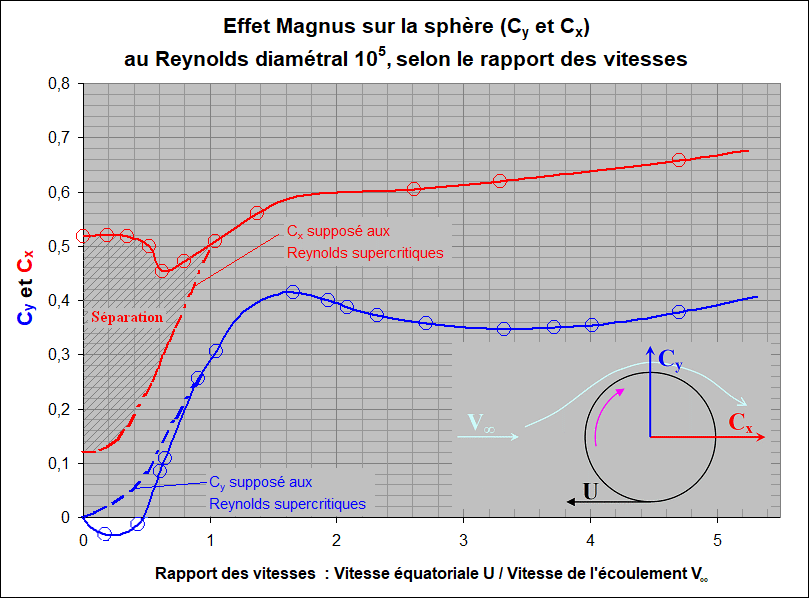
Effet Magnus sur la sphère, Cx et Cy selon le "Hoerner Drag"

L'effet donné à un ballon de football est dû à sa rotation sur lui-même. La combinaison de la crise de traînée de la sphère (le ballon étant de forme sphérique) avec l'effet Magnus peut donner lieu à des trajectoires très surprenantes.

## Couche limiteturbulente contrecouche limitelaminaire
Le second phénomène est celui qui découle de l'état de la couche limite de fluide  qui entoure le corps en mouvement. Pour mieux visualiser les phénomènes de turbulence, il suffit de regarder le sillage d'un bateau à voile, la turbulence étant plus facilement visible dans l'eau que dans l'air. Ainsi ce sillage devient moins lisse et avec plus d'écume quand le bateau est plus rapide.
Une couche limite devient turbulente quand l’effet de l’inertie est plus grand que l’effet de la viscosité, la viscosité ayant tendance à amortir les turbulences. Lorsque la couche limite est dans l'état laminaire, ses particules ne se déplacent que le minimum nécessaire : l'écoulement dans la couche limite laminaire se fait par couches laminaires parallèles glissant calmement les unes sur les autres. Inversement, lorsque la couche limite est devenue turbulente, elle est agitée de petits tourbillons aléatoires dans toute son épaisseur; très curieusement, ces tourbillons aléatoires donnent de l'énergie à la couche limite turbulente, ce qui lui permet de mieux résister (que la couche limite laminaire) au décollement qui se produit souvent sous l'influence des dépressions qui remontent depuis le culot du corps. En conséquence, le tourbillon de culot d'une balle ou d'un cylindre enveloppé(e) d'une couche limite turbulente est de dimension plus faible, ce qui fait que le {\displaystyle C_{x}} du corps est aussi plus faible.
Pour déterminer si une couche limite est dans un état laminaire ou turbulent, on se réfère au nombre de Reynolds (voir aussi nombre de Richardson et nombre de Grashof) de l'écoulement, nombre adimensionnel qui représente le rapport entre les effets de l’inertie et de la viscosité.  Généralement, un nombre de Reynolds inférieur à 200 000 ou 300 000 indique un état laminaire de la couche limite, un nombre de Reynolds supérieur indiquant au contraire un état turbulent de la couche limite.

## Importance des deux phénomènes dans la frappe «banane»
À partir d'une vitesse de 4 km/h l'écoulement à l'arrière (au culot) du ballon est toujours turbulent (il se forme un tourbillon de culot). À plus haute vitesse, la couche limite qui sépare le ballon de l'écoulement d'air ambiant, peut être soit dans un état laminaire, soit dans un état turbulent. Cet état turbulent de la couche limite (le reste de l'écoulement en dehors de la couche limite pouvant être laminaire, hormis au culot) , qui apparait à grande vitesse diminue très contre-intuitivement les décollements à l'arrière du ballon (donc l'importance du tourbillon de culot) et réduit en conséquence la trainée (voir à ce sujet l'article Crise de traînée).  De la même façon, c’est en anticipant la transition de la couche limite depuis son état laminaire jusqu'à un état turbulent que les balles de golf volent plus loin, à cause des alvéoles qui recouvrent leur surface. Un ballon de football est plus lisse, mais certaines irrégularités, comme les coutures qui le tiennent ensemble, peuvent aussi créer de la turbulence dans la couche limite si le ballon se déplace rapidement. En outre, la rotation du ballon peut provoquer une croissance inégale (en épaisseur) de la couche limite des deux côtés du ballon. C'est cette dissymétrie  qui est à l'origine de l'effet Magnus et des trajectoires bananes.  
Pour obtenir de telles trajectoires, il faut que le ballon soit frappé très fort et de façon à lui donner beaucoup de rotation pour que cette rotation ne se dissipe pas avant le moment crucial de la transition entre l'état turbulent et l’état laminaire de la couche limite autour du ballon. Un tel type de frappe réussit mieux par temps sec. En effet, l'humidité des surfaces du ballon et de la chaussure de frappe diminue la friction or une friction importante est nécessaire pour créer une rotation importante du ballon (même si une petite rotation est obligatoirement générée par la simple déformation du ballon au contact du pied du joueur au moment de la frappe).

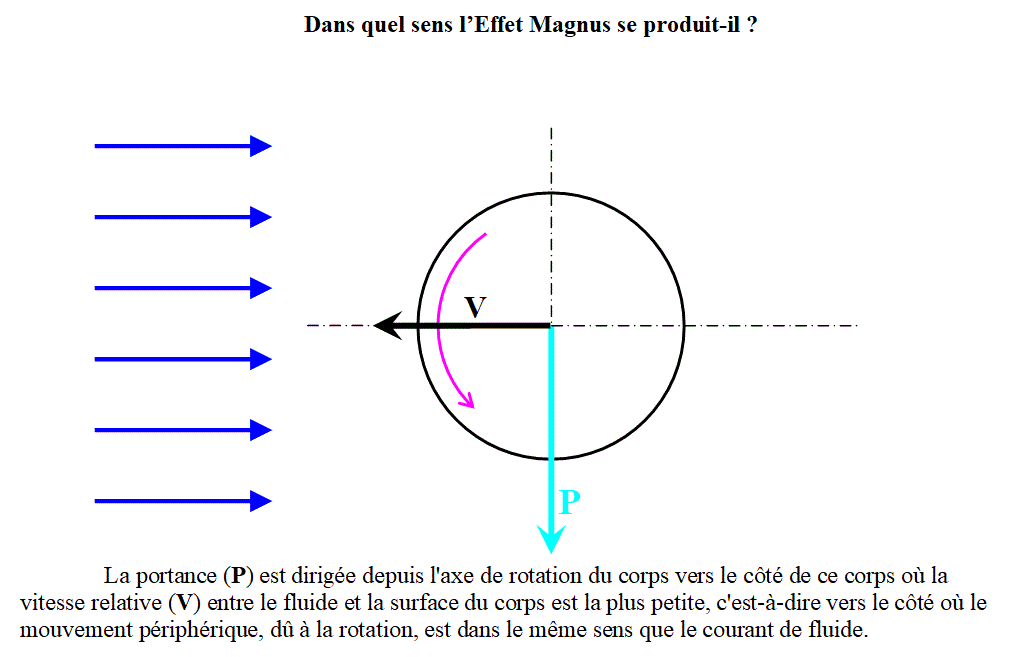
Sens de l'effet Magnus, ici vers la gauche si le ballon est vu de dessus.

Au football, la technique normale est de frapper très fort le ballon avec l’extérieur du pied du côté opposé à celui vers lequel on veut courber la trajectoire de la balle, soit l’opposé d’une frappe enveloppée normale. Lors de l'exemple pré-cité, le joueur brésilien Roberto Carlos prend le maximum d'élan pour frapper fortement la balle. Il frappe la balle de l'extérieur du pied gauche, en visant plus à droite que le but. La balle passe donc à droite du mur des défenseurs français, avec un début de trajectoire assez rectiligne, avant de se courber assez fortement en fin de course, horizontalement vers la gauche (donc vers le but) pour finir par heurter le montant intérieur du poteau et rentrer dans le but. 
Le comportement de la couche limite explique aussi la tendance des tirs forts et sans effet à faire montre de flottements et de sauts imprévisibles dans l’air (« balle flottante »). Ici, en absence d’effet, la seule influence sur la trajectoire de la balle est celle de la turbulence aléatoire de la couche limite. Ceci explique aussi les craintes des gardiens de but lorsqu'une compétition se joue avec un nouveau ballon. Si son poids, son volume et sa forme n'ont pas changé (paramètres normalisés dans les compétitions de football), sa surface peut être légèrement différente et influer sur les longues trajectoires.